# František Stangl
Podplukovník František Stangl (14. listopadu 1883 Praha – ?) byl důstojník ruské a posléze československé armády a odbojář během druhé světové války

## Život

### Mládí, první světová a ruská občanská válka
František Stangl se narodil 14. listopadu 1888 v Praze, kde chodil i do školy. 30. dubna 1904 byl odveden k vojenské službě a 1. října narukoval k základní vojenské službě ke slavným pětatřicátníkům do Plzně. V roce 1905 prodělal kurz České obce sokolské na učitele tělesné výchovy. Mezi lety 1908–1909 studoval v Praze obchodní školu a poté pracoval jako účetní. Česká obec sokolská jej koncem roku 1909 vyslala jako učitele tělocviku do Mogileva a tam jej také zastihl začátek první světové války. František Stangl se 1. května 1915 přihlásil v Žitomiru do České družiny a sloužil nejprve jako střelec. Na přelomu let 1915/1916 vystudoval důstojnickou školu v Kyjevě, aby byl poté v Bugulmě přidělen ruskému pěšímu pluku jako velitel čety. V březnu 1916 byl převelen ke strážnímu praporu hlavního štábu ruské armády v Mogilevě a zároveň byl jmenován učitelem vojenského výcviku na středních školách. Po obsazení města polskou armádou byl v březnu 1918 nejprve internován, poté musel i s rodinou prchnout před bolševiky do Charkova. V březnu 1919 se mu podařilo na falešné doklady i s rodinou přejít bolševické území a opustit Rusko. Do Československa dorazili 1. května.

### Mezi světovými válkami
V Československu sloužil František Stangl postupně v Nýrsku, Čáslavi a nakonec Milovicích v instrukční škole jako učitel tělesné výchovy. Od roku 1920 vyučoval totéž ve Vojenské akademii v Hranicích přičemž dosáhl hodnosti kapitána. Dále se vzdělával, byl povýšen na majora a převelen do Valašské Meziříčí, v roce 1935 pak již v hodnosti podplukovníka do Chomutova. 28. února 1937 byl jmenován velitelem praporu Stráže obrany státu v Kadani, po záboru pohraničí Německem přesídlil do Loun. Po obsazení zbytku republiky byl poslán do výslužby.

### Druhá světová válka
V Praze se František Stangl zapojil do Obrany národa přičemž mu připadlo budování organizace na Praze I. Zatýkání v roce 1940 unikl, ale činnost organizace byla paralyzována. Zapojil se do Pražského povstání, po válce již kvůli věku v armádě aktivně nepůsobil a 1. července 1947 byl opět přeložen do výslužby.

## Rodina
František Stangl se ještě před odjezdem do Ruska oženil v roce 1909 s Boženou Sýkorovou. Již v Rusku se jim narodil v roce 1911 syn Miloš a v roce 1912 syn Oldřich.